# 東京少年
東京少年（とうきょうしょうねん）は、日本のポップス・ロックバンド。

## メンバー
- 笹野みちる - ボーカル
- 手代木克仁（TESSHII） - ギター
- 中村英夫（中村コメタロー） - ベース
- 水上聡 - キーボード

### サポートメンバー
- 永井利光 - ドラムス
- 松前公高 - プログラミング

## 経歴
1988年、同志社大学在学中の笹野を中心に結成。軽音楽サークル「とんがりぼうし」に在籍。バンド名は、考えていた際にたまたま「東京少年」と書かれた筆箱があったことから命名した。
この筆箱は愛媛県松山市の文化屋雑貨店広島の支店で笹野の先輩が購入した筆箱であり、店名が東京少年だった。店名の由来は矢野顕子の「在広東少年」がきっかけで、○○少年という名を軸に様々な地名を入れて検討した結果、しっくりきた『東京少年』が店舗名になったことを2023年3月7日の笹野のツイッターで元文化屋雑貨店店主とのやりとりで書かれている。
11月、ビクター音楽産業（現：JVCケンウッド・ビクターエンタテインメント）からホッピー神山プロデュースのファースト・アルバム『東京少年』でデビュー。デビュー時のメンバーは笹野のみであった。東京少年オリジナル・メンバーはデビューできず、ファースト・アルバムはメンバーが書いた曲が笹野名義でクレジット。ドラマーが留学中に笹野の単独デビューが決まり「俺の曲なのに」と周囲に漏らしている。全ての作詞を笹野が担当。作曲も全て笹野。
1989年、サポート・メンバーが東京少年の正式メンバーとして加入。前作に続きホッピー神山プロデュースのもと、セカンド・アルバム『原っぱの真ん中で』を発売。本作以降、作曲に他のメンバーも参加するようになる(作詞は笹野)。
1990年、ミニ・アルバム『陽のあたる坂道で』発表後、ホッピー神山の手を離れ以降セルフ・プロデュースで活動を続ける。アルペン「スーパースキー」CMソングに「Shy Shy Japanese」が起用されスマッシュ・ヒット。同年、アニメ『らんま1/2』のテーマに「プレゼント」が起用。
数々のMV、3本の映像作品を発表するが、全て岩井俊二が監督。
1991年、9月29日の渋谷公会堂でのライブを以て解散。
解散後、笹野は「ささのみちる」へ改名するが、後に本名に戻す。ソロやインディーズバンド「京都町内会バンド」などで活動。中村は原みどりとバンドを結成、水上はジャズロックバンド「ラクダ・カルテット」を結成など、それぞれ音楽活動を続けている。
2008年11月22日、笹野デビュー20周年記念ライブ(MANDA-LA2)にて一夜限りで再結成した。
2014年8月27日、中村が死去。10月17日に笹野と原みどりが世話係を務め、中村が愛した街にあるライブハウスで「<追悼>コメちゃんこと中村"コメタロー"英夫!四十九日抱擁イベント＠曼通寺」を行う。
2022年3月、東京少年及び笹野みちるの全楽曲がJVCケンウッド・ビクターエンタテインメントによりサブスクリプション解禁。
2023年3月9日、水上が死去。
2024年9月、笹野ががん闘病中であった手代木と再会し、ユニット『西東京少年』を発表、同月22日、10月27日にCAFE☆BAR BLOOMOON、11月4日に吉祥寺MANDA-LA2にてライブが行われたが、同月29日に手代木が死去。

## 評価
デビュー当時、レコード会社は笹野を前面に出したアイドル的なプロモーションを試みており、笹野は内心それに反発していた。サウンド面にはU2やXTCなどのニュー・ウェイヴに影響を受けたと思しき作曲・編曲が散見されるが、LINDBERGの渡瀬マキや永井真理子などと同列のボーイッシュな女性ボーカルバンドとして扱われることがあった。歌詞においては、内面的で哲学的な詞や、大人の視点から思春期を回想するノスタルジックな詞、童謡・コミックソング風の詞まで、多様な詞世界を展開した。

## ディスコグラフィー

### シングル
1. ハイスクールデイズ（1989年1月21日）
2. 針とパズル（1989年5月21日）
3. 君の歌に僕をのせて（1990年6月21日）
4. プレゼント（1990年8月21日）
5. Shy Shy Japanese（1990年11月7日）
6. Harmony（1991年4月21日）
7. サイレントメビウス 〜Sailing（1991年7月21日）

### アルバム
1. 東京少年（1988年11月21日）
2. 原っぱの真ん中で（1989年6月7日）
3. 陽のあたる坂道で（1990年3月7日）ミニ・アルバム
4. 僕等をさがしに（1990年7月21日）
5. も〜いいかい?（1990年12月16日）ベスト・アルバム
6. 帰り道（1991年8月21日）
7. ゆびきりげんまん（1991年12月16日）ベスト・アルバム

### 映像作品
1. 陽のあたる坂道で（1991年2月21日）
2. Getting Home（1991年10月21日）
3. Love You So Long -LAST LIVE at SHIBUYA KOUKAIDO 1991.9,29-（1991年12月16日）

## タイアップ一覧
| 年     | 曲名                         | タイアップ                                                                  |
| ------ | ---------------------------- | --------------------------------------------------------------------------- |
| 1990年 | 陽のあたる坂道で             | NTTデータ通信 CMソング                                                      |
| 1990年 | トビキリの朝                 | 東京・大阪・名古屋モード学園 CFソング                                       |
| 1990年 | 君の歌に僕をのせて           | TBS系『ドラマチック22』テーマソング                                         |
| 1990年 | プレゼント                   | フジテレビ系アニメ『らんま1/2 熱闘編』エンディングテーマ（第39話 - 第54話） |
| 1990年 | Shy Shy Japanese             | アルペン「スーパースキー」CMソング                                          |
| 1990年 | ホント?モット!ズット!!       | クレール CMソング                                                           |
| 1991年 | サイレントメビウス 〜Sailing | 松竹配給アニメ映画『サイレントメビウス』第1作主題歌                         |